# Gruppe 1925
Die Gruppe 1925, Schriftstellervereinigung war ein loser Zusammenschluss von 39 vorwiegend linken deutschen Schriftstellern und Künstlern. Die Gruppe konstituierte sich Ende November 1925 in Berlin. Das Ziel der Gruppe war die gegenseitige Unterstützung bei künstlerischen Projekten und beim Kampf gegen die zunehmend repressiver werdenden Kulturgesetze der Weimarer Republik.
Mitglieder der Gruppe waren:
- Johannes R. Becher
- Ernst Blaß
- Ernst Bloch
- Bertolt Brecht
- Max Brod
- Friedrich Burschell
- Alfred Döblin
- Albert Ehrenstein
- Oskar Maurus Fontana
- Leonhard Frank
- Manfred Georg
- George Grosz
- Bernard Guillemin
- Willy Haas
- Walter Hasenclever
- Arthur Holitscher
- Walther von Hollander
- Hermann Kasack
- Kurt Kersten
- Egon Erwin Kisch
- Klabund
- Rudolf Leonhard
- Ferdinand Lion
- Ludwig Marcuse
- Leo Matthias
- Walter Mehring
- Robert Musil
- Eugen Ortner
- Alfons Paquet
- Erwin Piscator
- Joseph Roth[2]
- Hans Siemsen
- Ernst Toller
- Eduard Trautner
- Kurt Tucholsky
- Adrien Turel
- Hermann Ungar
- Paul Westheim
- Alfred Wolfenstein

Initiator und Kopf der Gruppe war Rudolf Leonhard. Während ihres Bestehens sind 17 Treffen der Gruppe belegt. Dreimal trat die Gruppe an die Öffentlichkeit, nämlich mit
- der Bekanntgabe ihrer Gründung,
- einem Protest gegen die Beschlagnahme von Johannes R. Bechers Roman Levisite oder Der einzig gerechte Krieg, und mit
- einem Protest gegen die Zusammensetzung der deutschen Delegation beim internationalen P.E.N.-Treffen in Berlin 1926.

Die ursprüngliche beabsichtigte Gründung einer Zeitschrift scheiterte an fehlenden Beiträgen der Mitglieder, und als loser Zusammenschluss war die Gruppe auch als Basis für politische Aktionen wenig geeignet. Ab Ende 1926 hatten die Treffen der Gruppe (jetzt unter dem Vorsitz Döblins) eher freundschaftlich-privaten Charakter.
Nach dem Ausscheiden Rudolf Leonhards im Januar 1927 scheint die Gruppe sich nicht mehr versammelt zu haben.
Ab 1933 zwang die Herrschaft des Nationalsozialismus 32 der 39 Mitglieder in die Emigration.
Neben Georg Grosz werden auch die Künstler Otto Dix und Rudolf Schlichter zum Umkreis der Gruppe 1925 gezählt.